# NGC 3506
NGC 3506 ist eine Spiralgalaxie vom Hubble-Typ Sc im Sternbild Löwe an der Ekliptik. Sie ist schätzungsweise 282 Millionen Lichtjahre von der Milchstraße entfernt und hat einen Durchmesser von etwa 90.000 Lichtjahren.

Im selben Himmelsareal befinden sich u. a. die Galaxien NGC 3524, IC 663, IC 664, IC 666.
Die Typ-Ic-Supernova SN 2003L wurde hier beobachtet.
Das Objekt am 11. März 1784 von dem Astronomen William Herschel mit einem 48-cm-Teleskop entdeckt.